# Xanthopimpla guptai
Xanthopimpla guptai là một loài tò vò trong họ Ichneumonidae.